# Ярлсберг
Ярлсберг (на английски: Jarlsberg, /ˈjɑrlzbərɡ/) е норвежко полутвърдо сирене, което се произвежда от пастьоризирано краве мляко.

## История
Ярлсберг прилича на ементал и други швейцарски дупчести сирена. През 1830-те години швейцарски сиренари пристигат в Норвегия, за да обучат норвежки млекари да произвеждат класическото швейцарско пикантно, сладко и дупчесто сирене. За известно време това сирене става много популярно в Норвегия, но няколко години по късно производството му замира. През 1950-те години учени от Норвежкия селскостопански университет започват разработка с цел да се възстанови производството на дупчесто сирене, като правят и съответни промени в технологията. Сиренето започва да се произвежда въз основа на тайна норвежка рецепта от 1956 г., която е известна на малцина. Съчетанието на традиционното сирене и модерната технология му придава уникални вкусови характеристики. През 1956 г. сиренето започва да се продава в Норвегия, а от 1961 г. започва да се изнася и в чужбина. Названието Ярлсберг произхожда от името на бившия окръг Ярлсберг, където първоночално започва неговото производство. .
Сиренето се произвежда от норвежката компания "TINE". Днес Ярлсберг е третият по значимост експортен продукт на Норвегия. . Сиренето е много популярно и в САЩ (където се произвежда и по норвежки лиценз) и в Европа. В САЩ, Ярлсберг е най-продаваното чуждо сирене на пазара.

## Характеристика
Ярлсберг е полутвърдо сирене с коричка, покрита с жълт восък. Вътрешността е със златисто жълт цвят, осеяна с кръгли дупки с различни размери. сиренето има мек, сметанов, пикантен, сладък вкус.

## Производство
Ярлсберг се произвежда от пастьоризирано краве мляко, в което се добавя фермента ренин и специални млечнокисели култури, след което млякото се превръща в извара и суроватка. След това сместа се формува с преси във форми за сирене, осолява се и се оставя да зрее от 1 до 15 месеца. Сиренето се прави на кръгли пити с тегло около 20 кг.
Младото сирене Ярлсберг може да се продава след отлежаване от 2 до 3 месеца; отлежалият по продължително време Ярлсберг има по-силен и богат вкус.

## Разновидности
Ярлсберг се произвежда и предлага на пазара в четири разновидности:
- Jarlsberg Original. Леко полу-меко сирене от краве мляко, с мек, вкусен аромат, и големи кръгли дупки. Универсално сирене, подходящо и за готвене и за леки закуски.
- Jarlsberg Lite. Отличава се със същия мек, вкусен аромат, като редовното Jarlsberg Original, но е с по ниско съдържание на мазнини и калории. Подходящо за сандвичи и зеленчукови ястия.
- Jarlsberg Special Reserve. Jarlsberg Специална Резерва е деликатесно сирене с отличителен вкус, зряло минимум 12 месеца, което се произвежда в ограничени количества.[3]
- Jarlsberg Smoked. Пушен Ярлсберг. Производственият процес придава на сиренето кафяв цвят на повърхността и пикантен, опушен вкус. Подходящо за сандвичи и за подобряване на вкуса на всякакви.

## Консумация
Ярлсберг може да се използва като трапезно сирене, като добавка към различни ястия, като десертно сирене или за приготвяне на сандвичи. Сервира се с вино и бира.